# 8 Flora
Flora (định danh hành tinh vi hình: 8 Flora) là một tiểu hành tinh lớn và sáng nằm trong vành đai chính. Nó là tiểu hành tinh lớn: không có tiểu hành tinh nào gần Mặt Trời hơn có đường kính lớn hơn 25 kilômét hoặc bằng 2 phần 11 đường kính của chính nó và chỉ đến khi 149 Medusa được tìm ra thì người ta mới biết một tiểu hành tinh quay quanh ở một khoảng cách trung bình gần hơn. Flora là tiểu hành tinh sáng thứ bảy với cấp sao xung đối trung bình +8,7. Nhưng nó có thể đạt cấp sao +7,9 tại một điểm xung đối thuận gần điểm cận quỹ đạo, chẳng hạn như vào tháng 11 năm 2007. Có khả năng Flora là phần lõi còn sót lại sau khi một vật thể lớn hơn bị đập vỡ.

## Phát hiện và tên gọi

Kích cỡ của mười tiểu hành tinh đầu tiên được phát hiện so với Mặt Trăng của Trái Đất. Iris nằm ở vị trí thứ ba từ phải sang.

Flora được John R. Hind phát hiện vào ngày 18 tháng 10 năm 1847. Đây là tiểu hành tinh thứ hai được ông tìm ra sau 7 Iris.
Tên gọi Flora được John Herschel đề xuất theo vị nữ thần La Mã của hoa và vườn tược. Trong thần thoại Hy Lạp, tương đương với Flora là Chloris. Đã có một tiểu hành tinh khác, 410 Chloris, được đặt tên theo vị nữ thần này, nhưng trong tiếng Hy Lạp, Flora cũng được gọi là Chloris (8 Χλωρίς).

## Đặc điểm

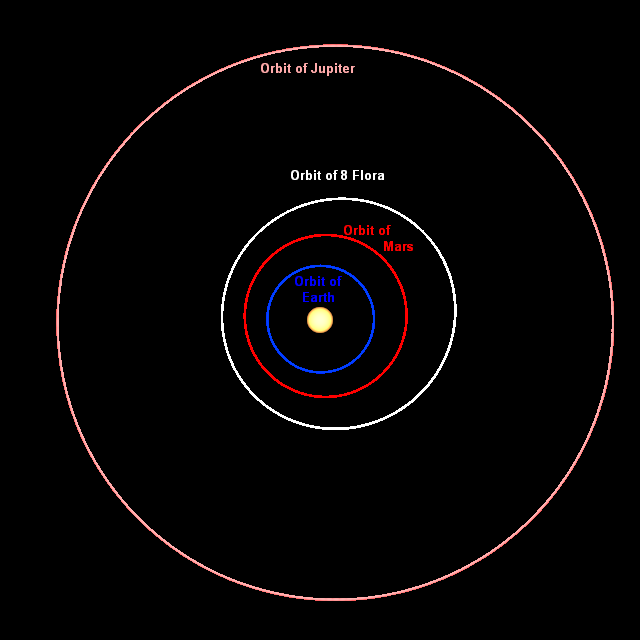
Quỹ đạo của Flora so với Trái Đất, Sao Hỏa và Sao Mộc.

Phân tích đường cong ánh sáng cho điểm cực của Flora hướng về tọa độ hoàng đạo (β, λ) = (16°, 160°) với khoảng chênh lệch 10°, khiến trục quay của nó nghiêng 78° ± 10°.
Flora là vật thể lớn nhất trong nhóm tiểu hành tinh Flora, chiếm tới 80% tổng khối lượng của nhóm này. Quang phổ của Flora cho thấy bề mặt của nó bao gồm đá silicat (pyroxen và olivin) và kim loại niken-sắt. Flora, cũng như toàn bộ nhóm tiểu hành tinh của nó, có khả năng lớn nhất là nguồn gốc của những thiên thạch L chondrite, loại thiên thạch này chiếm 38% tổng số thiên thạch đã rơi xuống Trái Đất.
Trong một cuộc quan sát vào ngày 25 tháng 3 năm 1917, Flora bị nhầm tưởng là ngôi sao cấp 15 TU Leonis, khiến ngôi sao này được phân loại là sao biến thiên. Phải đến năm 1995 sự nhầm lẫn này mới được phát hiện.

## Che khuất sao
Ngày 26 tháng 7 năm 2013, Flora với cấp sao 8,8, đã che khuất ngôi sao 2UCAC 22807162 phía trên một số khu vực ở Nam Mỹ, châu Phi và châu Á.